# مونیکا میهم
مونیکا میهم (انگلیسی: Monica Mayhem؛ زاده ۱۴ مارس ۱۹۷۸) بازیگر پورنوگرافی، استریپر و خواننده اهل استرالیا است.